# Shariatpur (zila)
Shariatpur is een district (zila) in de divisie Dhaka van Bangladesh. Het district telde in 2001 1.057.181 inwoners en heeft een oppervlakte van 1181 km². De hoofdstad is de stad Shariatpur.
Shariatpur is onderverdeeld in 6 upazila/thana (subdistricten), 64 unions, 1230 dorpen en 5 gemeenten.